# Kẽm nitrat
Kẽm nitrat là một hợp chất vô cơ với công thức hóa học Zn(NO3)2. Chất rắn tinh thể màu trắng này rất dễ chảy nước và thường gặp ở dạng ngậm 6 phân tử nước Zn(NO3)2·6H2O. Nó tan trong cả nước và rượu.

## Điều chế và phản ứng
Kẽm nitrat thường được điều chế bằng cách hòa tan kẽm trong axit nitric, phản ứng này phụ thuộc vào nồng độ, với phản ứng trong axit đậm đặc tạo thành amoni nitrat:
Zn + 2HNO3 (loãng) → Zn(NO3)2 + H2↑
4Zn + 10HNO3 (đậm đặc) → 4Zn(NO3)2 + NH4NO3 + 3H2O
Khi đun nóng, nó trải qua sự phân hủy nhiệt để hình thành kẽm oxit, nitơ dioxide và oxy.
2Zn(NO3)2 → 2ZnO + 4NO2↑ + O2↑

## Ứng dụng
Kẽm nitrat không có ứng dụng quy mô lớn nhưng được sử dụng trên quy mô phòng thí nghiệm để tổng hợp polyme phối hợp, sự phân hủy có kiểm soát của nó thành kẽm oxit cũng đã được sử dụng để tạo ra các cấu trúc dựa trên ZnO khác nhau, bao gồm các dây nano.
Nó có thể được sử dụng làm thuốc nhuộm trong ngành nhuộm. Một phản ứng ví dụ cho kết tủa của kẽm cacbonat:
Zn(NO3)2 + Na2CO3 → ZnCO3↓ + 2NaNO3

## Hợp chất khác
Zn(NO3)2 còn tạo một số hợp chất với NH3, như Zn(NO3)2·4NH3 hay Zn(NO3)2·6NH3 đều là tinh thể không màu.
Zn(NO3)2 còn tạo một số hợp chất với N2H4, như Zn(NO3)2·3N2H4 là tinh thể trắng dạng lục phương, dễ nổ.
Zn(NO3)2 còn tạo một số hợp chất với CO(NH2)2, như Zn(NO3)2·4CO(NH2)2·2H2O và Zn(NO3)2·6CO(NH2)2 đều là tinh thể không màu. Khối lượng riêng của chúng lần lượt là 1,79 và 1,69 g/cm³.
Zn(NO3)2 còn tạo một số hợp chất với CON3H5, như Zn(NO3)2·3CON3H5 là tinh thể không màu, D = 1,9 g/cm³.
Zn(NO3)2 còn tạo một số hợp chất với CON4H6, như Zn(NO3)2·3CON4H6 là tinh thể không màu, D = 1,86 g/cm³.
Zn(NO3)2 còn tạo một số hợp chất với CS(NH2)2, như Zn(NO3)2·4CS(NH2)2 là tinh thể không màu, D = 1,74 g/cm³.
Zn(NO3)2 còn tạo một số hợp chất với CSN3H5, như Zn(NO3)2·2CSN3H5 là tinh thể hồng nhạt-trắng, phân hủy ở 171 °C (340 °F; 444 K).
Zn(NO3)2 còn tạo một số hợp chất với CSeN3H5, như Zn(NO3)2·2CSeN3H5 là tinh thể màu kem nhạt.